# 东俄洛紫菀
东俄洛紫菀（学名：Aster tongolensis）是菊科紫菀属的植物，是中国的特有植物。分布于中国大陆的甘肃、四川等地，生长于海拔2,800米至4,000米的地区，常生长在水边、亚高山林下、高山及草地，目前已由人工引种栽培。